# Gernsback (månekrater)
Gernsback er et nedslagskrater på Månen. Det befinder sig på Månens bagside i den ujævne del af Mare Australe, lige bag Månens sydøstlige rand. Det er et område, som lejlighedsvis bringes inden for synsvidde fra Jorden på grund af gunstig libration, men krateret ses da fra siden, så mange detaljer ikke kan observeres. Det er opkaldt efter den amerikanske forfatter Hugo Gernsback (1884 – 1967).
Navnet blev officielt tildelt af den Internationale Astronomiske Union (IAU) i 1970. 

## Omgivelser
Gernsbackkrateret ligger omkring en kraterdiameter nord for det større Lambkrater og sydvest for Parkhurstkrateret.

## Karakteristika
Kraterets indre er blevet oversvømmet af lava, hvilket har efterladt en jævn overflade med lav albedo, som svarer til det mørke udseende af området med marer mod syd og vest. Den tilbageværende rand er smal og cirkulær og udviser nogen erosion langs den sydøstlige del. Der ligger et lille krater over randen mod syd.

## Satellitkratere
De kratere, som kaldes satellitter, er små kratere beliggende i eller nær hovedkrateret. Deres dannelse er sædvanligvis sket uafhængigt af dette, men de får samme navn som hovedkrateret med tilføjelse af et stort bogstav. På kort over Månen er det en konvention at identificere dem ved at placere dette bogstav på den side af satellitkraterets midte, som ligger nærmest hovedkrateret. Gernsbackkrateret har følgende satellitkratere:
| Gernsback | Længde  | Bredde   | Diameter |
| --------- | ------- | -------- | -------- |
| H         | 38,2° S | 103,5° Ø | 43 km    |
| J         | 37,7° S | 101,9° Ø | 18 km    |